# Батія
Батія (рум. Batia) — село у повіті Олт в Румунії. Входить до складу комуни Добротяса.
Село розташоване на відстані 145 км на захід від Бухареста, 35 км на північ від Слатіни, 61 км на північний схід від Крайови, 143 км на південний захід від Брашова.

## Населення
За даними перепису населення 2002 року у селі проживала 191 особа, усі — румуни. Усі жителі села рідною мовою назвали румунську.